# Kotvicové z Kotvic
Kotvicové z Kotvic je jméno starobylé vladycké rodiny, která původně sídlila v Lužici a Slezsku. 

## Historie rodu
Inkolát v Českém království získali roku 1609, když Emerciána Kotvicová z Kotvic a z Fürstenaueru učinila přiznání k zemi za své děti Kašpara, Kryštofa, Eufrozínu a Annu Beatrix a koupila statek ve Varnsdorfu. K tomu koupil K. Kotvic dvůr ve Velkém Šenově. Statek ve Varnsdorfu mu byl roku v 1623 zkonfiskován a manželka Kateřina z Nostic se marně domáhala jeho navrácení. 
Jiří Kotvic z Kotvic (něm. Georg von Kotwitz), původně protestantského vyznání, konvertoval ve 30. letech 17. století ke katolictví a stal se císařským a královským radou, hejtmanem Bechyňského kraje, zemským soudcem a v letech 1636–1640 hejtmanem pražského hradu. Oženil se s Annou Markétou, rozenou z Vrtby († 1640), která již byla dvojnásobnou vdovou (po Jiřím Vítovi ze Rzavého a Karlu Šleglovi z Šicendorfu). S ní Jiří Kotvic vyženil statek Dub a městské pozemky v Táboře. 
Jeho syn Jan Ondřej držel statek Osluchov, jejž roku 1682 prodal a koupil Štětkovice. Rudolf Tycho Kotvic z Kotvic prodal roku 1692 Šafránovský dvůr v Hostouni a koupil roku 1693 Kladruby, jež zase roku 1701 prodal. Zemřel kolem roku 1703 a svůj nevelký statek odkázal manželce Lidmile Velvarské z Valvaretu a svému bratrovi Janu Otovi. O jejich potomcích v Čechách není nic známo. 
Ve Slezsku se usadila část rodu Kotviců z Kotvic, z nichž byli do panského stavu Českého království 22. března 1721 povýšeni Adam, David Jindřich a Adam Jindřich a 15. února 1724 Zikmund Jindřich a Adam Mikuláš.